# Northeast Asia Trade Tower
Northeast Asia Trade Tower (tiếng Hàn: 동북아무역타워)) là một nhà chọc trời tại trung tâm kinh doanh quốc tế Songdo. Nhà chọc trời này cao 312 mét, có 68 tầng, cao nhất Hàn Quốc. Tháp này đã vượt qua tháp giữ kỷ lục trước đó, Samsung Tower Palace 3 - tháp G tại Seoul, khi nó đứng đầu ra trong năm 2009.
Tòa nhà sẽ là một bước ngoặt của khu kinh doanh quốc tế Songdo. Nó có 19 tầng không gian văn phòng hạng A, đài quan sát cao nhất của Hàn Quốc trên tầng 65, cửa hàng khách sạn sang trọng, khu dân cư dịch vụ và bán lẻ. Các tầng không có cột bao gồm một sảnh văn phòng trên mặt đất với tầng đá vôi Pháp và tường đá Vermont.
Tòa nhà bên cạnh Songdo Convensia, trung tâm mua sắm Riverstone, và khách sạn Incheon Sheraton. Nó có một trạm đỗ xe mở rộng cửa tiếp theo, và sẽ có quyền truy cập cho người đi bộ đến một ga tàu điện ngầm trong tương lai. NEATT cho phép số lượng lớn người đi bộ vào sảnh văn phòng bằng cầu thang cuốn. Vận động hành lang được thường xuyên của cư dân của NEATT, và người dân phát triển khác gần đó.
Trong tháng 2 năm 2010, đài quan sát 65 tầng mở cửa cho công chúng cho cuộc họp của các bộ trưởng tài chính các nền kinh tế lớn G-20.

## Liên kết
- Northeast Asia Trade Tower Lưu trữ ngày 5 tháng 11 năm 2013 tại Wayback Machine on CTBUH Skyscraper Center